# EVGA Corporation
EVGA Corporation és una companyia fundada al juliol de 1999, dedicada principalment a la indústria del maquinari, amb seu en Brea, Califòrnia.
Els principals productes d'EVGA són targetes gràfiques basades en GPUs de nVidia, així com plaques base de plataformes Intel o fonts d'alimentació.

## Targetes gràfiques
El principal mercat d'EVGA és el de les targetes gràfiques basades en GPUs nVidia.

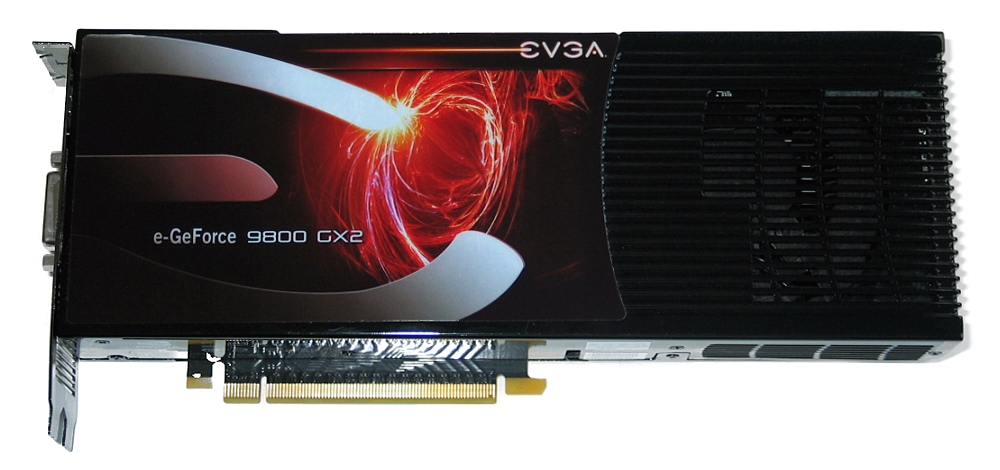
Targeta gràfica nVidia GeForce 9800 GX2 PCIe de EVGA

Compta amb diferents models, que es caracteritzen, per exemple, perquè alguns d'ells surten overclockeades de fàbrica o uns altres compten amb accessoris per acoblar una refrigeració líquida, de fabrica
Al mercat de plaques base, EVGA compta amb diferents models, basats en plataformes Intel, i dedicats principalment al mercat entusiasta, ja que compten amb bones característiques de overclock.
Al principi, les plaques base estaven basades en chipsets nVidia, però en l'actualitat, EVGA ha incorporat nous models basats en chipsets Intel.

## Qualitat
Un dels majors motors que impuls a aquesta aquesta companyia, és la qualitat de tots els seus components electrònics donant en alguns dels seus productes garanties fins a de 4 anys; els seus preus solen ser també alts respecte a les altres, en aquest cas en la seva línia de targetes gràfiques.

## Accessoris
EVGA també compta amb una gamma d'accessoris, tals com a blocs de refrigeració líquida, refrigeradors de VGA, fonts d'alimentació, cables per a connexions multi GPU, adaptadors, etc.